# Norman Nato
Norman Nato (ur. 8 lipca 1992 roku w Cannes) – francuski kierowca wyścigowy.

## Życiorys

### Formuła 4
Norman karierę rozpoczął w roku 2006, od startów w kartingu. W roku 2010 zadebiutował w serii wyścigów samochodów jednomiejscowych - F4 Eurocup 1.6. Równa i konsekwentna jazda zaowocowała tytułem wicemistrzowskim, z dorobkiem ośmiu wizyt na podium. Francuz odniósł dwa zwycięstwa, w pierwszym i ostatnim starcie, w tej serii. Poza tym raz startował z pole position oraz dwukrotnie uzyskał najszybszy czas okrążenia.

### Formuła Renault 2.0
W kolejnym sezonie Nato ścigał się w Formule Renault 2.0 Eurocup. Reprezentując ekipę R-Ace GP, Norman siedmiokrotnie sięgał po punkty, z czego dwukrotnie dojeżdżał na najniższym stopniu podium. Ostatecznie zmagania zakończył na 11. miejscu. Francuz wystartował także w dwóch pierwszych rundach Formuły Renault 2.0 NEC, na torze Hockenheimring oraz Spa-Francorchamps. Biorąc udział w sześciu wyścigach, tylko w trzech z nich dojechał do mety. Znakomicie zaprezentował się jednak w ostatnim starcie, kiedy to po wywalczeniu pole position, uległ jedynie przyszłemu mistrzowi serii, Hiszpanowi Carlosowi Sainzowi Jr.
W 2012 roku Norman podpisał kontrakt z luksemburskim zespołem RC Formula, na starty zarówno w Formule Renault 2.0 Eurocup, jak i Formule Renault 2.0 Alps.
W pierwszej z nich Francuz czterokrotnie stanął na podium, a podczas pierwszego startu, na torze Spa-Francorchamps, okazał się najlepszy. Brak punktów podczas ostatniej rundy, na torze w Katalonii, Nato przypłacił jednak utratą najniższego miejsca na podium klasyfikacji generalnej, będąc ostatecznie sklasyfikowanym na 4. pozycji.
W Formule Renault 2.0 Alps Norman przegrał walkę o tytuł mistrzowski z Rosjaninem Daniiłem Kwiatem różnicą zaledwie trzech punktów. W trakcie sezonu ośmiokrotnie meldował się w pierwszej trójce, z czego trzykrotnie na najwyższym stopniu (dwukrotnie na torze Imola, gdzie uzyskał "hattricka"). Francuz czterokrotnie sięgał po pole position, a także pięciokrotnie odnotował najszybsze okrążenie w wyścigu.

### Formuła Renault 3.5
Na sezon 2013 podpisał kontrakt z francuskim zespołem DAMS na starty w Formule Renault 3.5. W ciągu 17 wyścigów, w których wystartował, uzbierał łącznie 33 punkty. Dały mu one trzynastą pozycję w klasyfikacji generalnej.
W sezonie 2014 Nato przedłużył kontrakt z francuską ekipą DAMS. W ciągu siedemnastu wyścigów, w których wystartował odniósł dwa zwycięstwa. Uzbierał łącznie 89 punkty, co dało mu siódme miejsce w końcowej klasyfikacji kierowców. Był jednak wyraźnie w cieniu zespołowego partnera, Hiszpana Carlosa Sainza Juniora, który wywalczył tytuł mistrzowski. Wspólnie jednak wywalczyli dla DAMS mistrzostwo wśród zespołów.

### Seria GP2
W roku 2015 Francuz przeniósł się do serii GP2, gdzie nawiązał współpracę z brytyjską ekipą Arden International. Nato czterokrotnie sięgał po punkty, najlepszy wynik notując w pierwszym wyścigu na włoskim torze Autodromo Nazionale di Monza, gdzie dojechał na szóstym miejscu, uzyskując przy okazji najszybszy czas okrążenia. Wyniki mogły być lepsze, gdyby nie brawurowa jazda, skutkująca nieraz karami czasowymi. Podczas pierwszego wyścigu na torze Bahrain International Circuit doprowadził do kolizji, przez którą rywalizacji odpadli Włoch Raffaele Marciello oraz jego rodacy - Pierre Gasly oraz Arthur Pic. Dorobek dwudziestu punktów sklasyfikował go na 18. miejsc.
W 2016 roku podpisał kontrakt z hiszpańską ekipą Racing Engineering. Francuz sezon rozpoczął znakomicie, od zwycięstwa na hiszpańskim torze Circuit de Catalunya. Na ulicznym torze Monte Carlo zajął drugie miejsce w sobotnim starcie. Dzięki temu przez pewien czas utrzymywał się na pozycji lidera tabeli. W dalszej części sezonu notował jednak słabsze rezultaty. Kolejne podium odnotował dopiero na węgierskim torze Hungaroring, gdzie zajął trzecie miejsce w drugim starcie. Po kolejnej serii przeciętnych wyników wygrał drugi wyścig w sezonie w niedzielnej rywalizacji na torze Monza. Dwa tygodnie później był trzeci w sobotę na Sepang. Dzięki szóstemu i piątemu miejscu w połączeniu ze słabszym weekendem jego zespołowego partnera, Brytyjczyka Jordana Kinga, Nato sezon zakończył na 5. pozycji.

### Formuła E
W sezonie 2018/2019 i 2019/2020 Nato był rezerwowym kierowcą ROKiT Venturi Racing. W sezonie 2020/2021 był podstawowym kierowcą tej ekipy.

## Wyniki

### Formuła Renault 3.5
| Legenda oznaczeń w tabelach wyników Wyświetl szablon na nowej stronie | Legenda oznaczeń w tabelach wyników Wyświetl szablon na nowej stronie                                                                     |
| Oznaczenie                                                            | Wyjaśnienie |
| --------------------------------------------------------------------- | --- |
| Złoty                                                                 | Zwycięzca lub mistrzostwo |
| Srebrny                                                               | 2. miejsce lub wicemistrzostwo |
| Brązowy                                                               | 3. miejsce lub II wicemistrzostwo |
| Zielony                                                               | Ukończył, punktował (w klasyfikacji generalnej, gdy zdobył co najmniej jeden punkt na przestrzeni sezonu, poza trzema powyższymi opcjami) |
| Niebieski                                                             | Ukończył, nie punktował (w klasyfikacji generalnej, gdy nie zdobył co najmniej jednego punktu na przestrzeni sezonu)                      |
| Czerwony                                                              | Nie zakwalifikował się (NZ) |
| Czerwony                                                              | Nie prekwalifikował się (NPK) |
| Różowy                                                                | Nie ukończył (NU) |
| Różowy                                                                | Niesklasyfikowany (NS) (w klasyfikacji generalnej, gdy nie został sklasyfikowany w żadnym wyścigu sezonu)                                 |
| Czarny                                                                | Zdyskwalifikowany (DK) |
| Czarny                                                                | Wykluczony (WYK/EX) |
| Biały                                                                 | Nie wystartował (NW) |
| Biały                                                                 | Kontuzjowany (K/INJ) |
| Biały                                                                 | Wyścig odwołany (OD/C) |
| Bez koloru                                                            | Został wycofany (WYC/WD) |
| Bez koloru                                                            | Nie przybył (NP/DNA) |
| Bez koloru                                                            | Nie brał udziału w treningach (NT/DNP) |
| Bez koloru                                                            | Nie został zgłoszony (–) |
| Pogrubienie                                                           | Start z pole position |
| Kursywa                                                               | Najszybsze okrążenie wyścigu |
| †                                                                     | Nie ukończył, ale jego rezultat został zaliczony ze względu na przejechanie więcej niż 90% dystansu wyścigu.                              |
| *                                                                     | Sezon w trakcie |
| 1/2/3                                                                 | Punktowana pozycja w sprincie kwalifikacyjnym                                                                                             |
| Lista systemów punktacji Formuły 1                                    | |

| Rok  | Zespół | Wyniki w poszczególnych eliminacjach | Wyniki w poszczególnych eliminacjach | Wyniki w poszczególnych eliminacjach | Wyniki w poszczególnych eliminacjach | Wyniki w poszczególnych eliminacjach | Wyniki w poszczególnych eliminacjach | Wyniki w poszczególnych eliminacjach | Wyniki w poszczególnych eliminacjach | Wyniki w poszczególnych eliminacjach | Wyniki w poszczególnych eliminacjach | Wyniki w poszczególnych eliminacjach | Wyniki w poszczególnych eliminacjach | Wyniki w poszczególnych eliminacjach | Wyniki w poszczególnych eliminacjach | Wyniki w poszczególnych eliminacjach | Wyniki w poszczególnych eliminacjach | Wyniki w poszczególnych eliminacjach | Punkty | Pozycja |
| ---- | ------ | ------------------------------------ | ------------------------------------ | ------------------------------------ | ------------------------------------ | ------------------------------------ | ------------------------------------ | ------------------------------------ | ------------------------------------ | ------------------------------------ | ------------------------------------ | ------------------------------------ | ------------------------------------ | ------------------------------------ | ------------------------------------ | ------------------------------------ | ------------------------------------ | ------------------------------------ | ------ | ------- |
| 2013 | DAMS   | ITA                                  | ITA                                  | ARA                                  | ARA                                  | MON                                  | BEL                                  | BEL                                  | RUS                                  | RUS                                  | AUT                                  | AUT                                  | HUN                                  | HUN                                  | FRA                                  | FRA                                  | CAT                                  | CAT                                  | 33     | 13      |
| 2013 | DAMS   | 10                                   | 6                                    | 5                                    | 20                                   | NU                                   | 15                                   | 15                                   | 13                                   | 10                                   | NU                                   | 10                                   | 15                                   | 11                                   | 18                                   | 9                                    | NU                                   | 5                                    | 33     | 13      |
| 2014 | DAMS   | ITA                                  | ITA                                  | ARA                                  | ARA                                  | MON                                  | BEL                                  | BEL                                  | RUS                                  | RUS                                  | DEU                                  | DEU                                  | HUN                                  | HUN                                  | FRA                                  | FRA                                  | JER                                  | JER                                  | 89     | 7       |
| 2014 | DAMS   | 15                                   | 11                                   | 11                                   | 10                                   | 1                                    | 5                                    | 5                                    | 17                                   | 16                                   | 12                                   | 6                                    | 8                                    | 1                                    | 10                                   | NU                                   | 8                                    | 10                                   | 89     | 7       |

### GP2
| Legenda oznaczeń w tabelach wyników Wyświetl szablon na nowej stronie | Legenda oznaczeń w tabelach wyników Wyświetl szablon na nowej stronie                                                                     |
| Oznaczenie                                                            | Wyjaśnienie |
| --------------------------------------------------------------------- | --- |
| Złoty                                                                 | Zwycięzca lub mistrzostwo |
| Srebrny                                                               | 2. miejsce lub wicemistrzostwo |
| Brązowy                                                               | 3. miejsce lub II wicemistrzostwo |
| Zielony                                                               | Ukończył, punktował (w klasyfikacji generalnej, gdy zdobył co najmniej jeden punkt na przestrzeni sezonu, poza trzema powyższymi opcjami) |
| Niebieski                                                             | Ukończył, nie punktował (w klasyfikacji generalnej, gdy nie zdobył co najmniej jednego punktu na przestrzeni sezonu)                      |
| Czerwony                                                              | Nie zakwalifikował się (NZ) |
| Czerwony                                                              | Nie prekwalifikował się (NPK) |
| Różowy                                                                | Nie ukończył (NU) |
| Różowy                                                                | Niesklasyfikowany (NS) (w klasyfikacji generalnej, gdy nie został sklasyfikowany w żadnym wyścigu sezonu)                                 |
| Czarny                                                                | Zdyskwalifikowany (DK) |
| Czarny                                                                | Wykluczony (WYK/EX) |
| Biały                                                                 | Nie wystartował (NW) |
| Biały                                                                 | Kontuzjowany (K/INJ) |
| Biały                                                                 | Wyścig odwołany (OD/C) |
| Bez koloru                                                            | Został wycofany (WYC/WD) |
| Bez koloru                                                            | Nie przybył (NP/DNA) |
| Bez koloru                                                            | Nie brał udziału w treningach (NT/DNP) |
| Bez koloru                                                            | Nie został zgłoszony (–) |
| Pogrubienie                                                           | Start z pole position |
| Kursywa                                                               | Najszybsze okrążenie wyścigu |
| †                                                                     | Nie ukończył, ale jego rezultat został zaliczony ze względu na przejechanie więcej niż 90% dystansu wyścigu.                              |
| *                                                                     | Sezon w trakcie |
| 1/2/3                                                                 | Punktowana pozycja w sprincie kwalifikacyjnym                                                                                             |
| Lista systemów punktacji Formuły 1                                    | |

| Rok  | Zespół              | Wyniki w poszczególnych eliminacjach | Wyniki w poszczególnych eliminacjach | Wyniki w poszczególnych eliminacjach | Wyniki w poszczególnych eliminacjach | Wyniki w poszczególnych eliminacjach | Wyniki w poszczególnych eliminacjach | Wyniki w poszczególnych eliminacjach | Wyniki w poszczególnych eliminacjach | Wyniki w poszczególnych eliminacjach | Wyniki w poszczególnych eliminacjach | Wyniki w poszczególnych eliminacjach | Wyniki w poszczególnych eliminacjach | Wyniki w poszczególnych eliminacjach | Wyniki w poszczególnych eliminacjach | Wyniki w poszczególnych eliminacjach | Wyniki w poszczególnych eliminacjach | Wyniki w poszczególnych eliminacjach | Wyniki w poszczególnych eliminacjach | Wyniki w poszczególnych eliminacjach | Wyniki w poszczególnych eliminacjach | Wyniki w poszczególnych eliminacjach | Wyniki w poszczególnych eliminacjach | Punkty | Pozycja |
| ---- | ------------------- | ------------------------------------ | ------------------------------------ | ------------------------------------ | ------------------------------------ | ------------------------------------ | ------------------------------------ | ------------------------------------ | ------------------------------------ | ------------------------------------ | ------------------------------------ | ------------------------------------ | ------------------------------------ | ------------------------------------ | ------------------------------------ | ------------------------------------ | ------------------------------------ | ------------------------------------ | ------------------------------------ | ------------------------------------ | ------------------------------------ | ------------------------------------ | ------------------------------------ | ------ | ------- |
| 2015 | Arden International | BHR                                  | BHR                                  | ESP                                  | ESP                                  | MON                                  | MON                                  | AUT                                  | AUT                                  | GBR                                  | GBR                                  | HUN                                  | HUN                                  | BEL                                  | BEL                                  | ITA                                  | ITA                                  | RUS                                  | RUS                                  | BHR                                  | BHR                                  | ARE                                  |                                      | 20     | 18      |
| 2015 | Arden International | NU                                   | 16                                   | 8                                    | 7                                    | 18                                   | 21                                   | 20                                   | 13                                   | 18                                   | 23                                   | 11                                   | 6                                    | NU                                   | 20                                   | 6                                    | NU                                   | 12                                   | 9                                    | 24                                   | 10                                   | NU                                   |                                      | 20     | 18      |
| 2016 | Racing Engineering  | ESP                                  | ESP                                  | MON                                  | MON                                  | AZE                                  | AZE                                  | AUT                                  | AUT                                  | GBR                                  | GBR                                  | HUN                                  | HUN                                  | GER                                  | GER                                  | BEL                                  | BEL                                  | ITA                                  | ITA                                  | MAL                                  | MAL                                  | ARE                                  | ARE                                  | 136    | 5       |
| 2016 | Racing Engineering  | 1                                    | 16                                   | 2                                    | 6                                    | NU                                   | NU                                   | 7                                    | 12                                   | 7                                    | 22                                   | 7                                    | 3                                    | NU                                   | 18                                   | NU                                   | 10                                   | 5                                    | 1                                    | 3                                    | NU                                   | 6                                    | 5                                    | 136    | 5       |

### Formuła 2
| Rok  | Zespół          | Wyniki w poszczególnych emliminacjach | Wyniki w poszczególnych emliminacjach | Wyniki w poszczególnych emliminacjach | Wyniki w poszczególnych emliminacjach | Wyniki w poszczególnych emliminacjach | Wyniki w poszczególnych emliminacjach | Wyniki w poszczególnych emliminacjach | Wyniki w poszczególnych emliminacjach | Wyniki w poszczególnych emliminacjach | Wyniki w poszczególnych emliminacjach | Wyniki w poszczególnych emliminacjach | Wyniki w poszczególnych emliminacjach | Wyniki w poszczególnych emliminacjach | Wyniki w poszczególnych emliminacjach | Wyniki w poszczególnych emliminacjach | Wyniki w poszczególnych emliminacjach | Wyniki w poszczególnych emliminacjach | Wyniki w poszczególnych emliminacjach | Wyniki w poszczególnych emliminacjach | Wyniki w poszczególnych emliminacjach | Wyniki w poszczególnych emliminacjach | Wyniki w poszczególnych emliminacjach | Punkty | Pozycja |
| ---- | --------------- | ------------------------------------- | ------------------------------------- | ------------------------------------- | ------------------------------------- | ------------------------------------- | ------------------------------------- | ------------------------------------- | ------------------------------------- | ------------------------------------- | ------------------------------------- | ------------------------------------- | ------------------------------------- | ------------------------------------- | ------------------------------------- | ------------------------------------- | ------------------------------------- | ------------------------------------- | ------------------------------------- | ------------------------------------- | ------------------------------------- | ------------------------------------- | ------------------------------------- | ------ | ------- |
| 2017 | Pertamina Arden | BHR                                   | BHR                                   | ESP                                   | ESP                                   | MON                                   | MON                                   | AZE                                   | AZE                                   | AUT                                   | AUT                                   | UK                                    | UK                                    | HUN                                   | HUN                                   | BEL                                   | BEL                                   | ITA                                   | ITA                                   | ESP                                   | ESP                                   | ARE                                   | ARE                                   | 91     | 9       |
| 2017 | Pertamina Arden | 2                                     | NU                                    | 16                                    | 13                                    | NU                                    | NU                                    | 5                                     | 1                                     | NU                                    | 7                                     | 2                                     | 6                                     | 7                                     | 5                                     | 8                                     | 4                                     | 13                                    | 10                                    | 11                                    | 10                                    | 13                                    | 18                                    | 91     | 9       |

### Podsumowanie
| Sezon | Seria                                         | Zespół              | Wyścigi | Zwycięstwa | PP | NO | Podium | Punkty | Pozycja |
| ----- | --------------------------------------------- | ------------------- | ------- | ---------- | -- | -- | ------ | ------ | ------- |
| 2010  | Europejski Puchar Formuły 4 1.6               | Autosport Academy   | 14      | 2          | 0  | 1  | 8      | 131    | 2       |
| 2011  | Europejski Puchar Formuły Renault 2.0         | R-Ace GP            | 14      | 0          | 0  | 0  | 2      | 58     | 11      |
| 2011  | Północnoeuropejski Puchar Formuły Renault 2.0 | R-Ace GP            | 7       | 0          | 1  | 0  | 1      | 56     | 25      |
| 2012  | Europejski Puchar Formuły Renault 2.0         | RC Formula          | 14      | 1          | 0  | 1  | 4      | 96     | 4       |
| 2012  | Alpejska Formuła Renault 2.0                  | RC Formula          | 14      | 4          | 5  | 5  | 8      | 214    | 2       |
| 2013  | Formuła Renault 3.5                           | DAMS                | 17      | 0          | 1  | 0  | 0      | 33     | 13      |
| 2014  | Formuła Renault 3.5                           | DAMS                | 17      | 2          | 1  | 1  | 2      | 89     | 7       |
| 2015  | Seria GP2                                     | Arden International | 21      | 0          | 0  | 1  | 0      | 20     | 18      |
| 2016  | Seria GP2                                     | Racing Engineering  | 22      | 2          | 1  | 1  | 5      | 136    | 5       |